# Good Bye, Lenin!
Good Bye, Lenin! (lit. ‘A reveure, Lenin!’) és una pel·lícula de tragicomèdia alemanya de l'any 2003. Wolfgang Becker n'és el director; Daniel Brühl i Katrin Saß tenien els papers principals.)

## Contingut
La pel·lícula narra la vida de la família Kerner, de l'Alemanya de l'est. La història comença a l'estiu del 1978, quan el pare fuig a l'oest i deixa la seva dona Christiane i els seus dos fills Alexander i Ariane a la RDA. Christiane no s'interessa gaire per la política però, després d'unes depressions fortes, comença a identificar-s'hi.
Onze anys més tard, el 7 d'octubre 1989, està previst atorgar a la mare un premi amb motiu dels 40 anys de la RDA. De camí cap a aquesta cerimònia, per casualitat, és testimoni d'una manifestació en la qual participa Alexander, el seu fill. En veure com la policia dissol la manifestació a la força i que Alexander és fet presoner, ella es desmaia i entra en coma.
Poques setmanes després, cau el mur. Moltes coses canvien per als Kerner. L'empresa d'Alexander és dissolta. Ara treballa com a comercial d'antenes parabòliques. A més, s'enamora d'una infermera russa, Lara. La seva germana Ariane troba feina al Burger King, s'enamora d'un alemany de l'oest i es queda embarassada. El juny de 1990, quan l'Alex fa el primer petó a la Lara, la mare de sobte surt del coma.
Atès que qualsevol mínima excitació podria ser fatal per al seu organisme, es fa necessari amagar-li els grans canvis que s'han produït en els últims anys. Per això l'Alex fa ressuscitar la RDA dins el seu pis. Però això és més fàcil de dir que de fer. Al davant de la finestra, penja un anunci immens de Coca Cola. Trobar cogombres en vinagre del Spreewald és més difícil que mai, i el mateix passa amb el Rotkäppchensekt (el cava "Caputxeta vermella", característic de l'Alemanya de l'est). Quan la mare persuadeix a en Alexander de posar-li una tele a l'habitació, ell i el seu amic Denis han de ressuscitar el programa de notícies de la RDA que ja no existeix. Però aleshores, quan la porten amb els ulls tapats a la casa Datsche (la casa d'estiu), ella explica als seus fills la gran mentida de la seva vida: el seu marit no la va deixar – com sempre se'ls havia explicat – per una dona, sinó que tot estava planificat, i que ella i els fills haurien d'haver seguit el pare cap a l'oest. Però el servei secret de l'alemanya de l'est (Staatssicherheit) ho va desmantellar.
Aquella mateixa nit, han d'ingressar la mare a l'hospital. Alexander aconsegueix de trobar al seu pare i el convenç que visiti la mare. Denis i Alex "emeten" la seva última producció de l'"Aktuelle Kamera" (telenotícies de la RDA), en la qual Sigmund Jähn és designat president de la RDA i s'explica que, amb motiu del 41è aniversari de la república, s'obren les fronteres. Tres dies després de la reunificació de les dues alemanyes, mor la mare.

## Rerefons
Més d'una vegada, en Denis porta una samarreta negra amb un estampat verd clar: per exemple, en l'episodi en què mostra a l'Àlex els seus vídeos de casament. Sens dubte, és un fan de la ciència-ficció (en un dels seus vídeos fa una referència a "2001 – una odissea a l'espai"), perquè porta una samarreta de Matrix, amb la coneguda escriptura verda de la pel·lícula. Al guió hi havia escenes en els quals Denis explica d'una manera visionària les seves idees per a pel·lícules. Totes les idees tenen a veure amb la percepció de la realitat manipulada i es van realitzar després (p. ex. Matrix). En la pel·lícula acabada, aquestes escenes no hi surten. L'única referència a les habilitats clairevoyent de Denis resta en la samarreta de Matrix.
El desmantellament de l'estàtua de Lenin, de la plaça Lenin, actualment plaça de les Nacions Unides, va començar el 8 de novembre del 1991.

## Errors
Quan Alex posa productes de l'Alemanya de l'oest en embalatges de l'Alemanya de l'est, es veu un paquet de "Jacobs Kaffee". El logo de l'embalatge, però, no és el logotip d'aquesta època sinó una versió més nova de l'any 2000.
Hi ha dos instal·ladors de plats de satèl·lit que miren un partit de futbol, i un d'ells duu una samarreta del mundial de 1996, tot i que l'escena és de l'any 1990.
Una de les banderes alemanyes que es veuen celebrant la victòria de l'equip alemany en el mundial es va fer una dècada després de la reunificació.

## Èxits i premis
La pel·lícula va tenir un èxit inesperat tant a l'Alemanya de l'est com la de l'oest i va ser la pel·lícula alemanya de més èxit de l'any 2003. La van veure més de sis milions d'espectadors als cinemes. El 2003, va ser guardonada amb nou premis de pel·lícula alemanya, entre altres: millor pel·lícula (en or), Daniel Brühl com a millor actor, Florian Lukas com a millor actor secundari, Wolfgang Becker per millor direcció.
El 6 de desembre 2003, fou la primera pel·lícula alemanya guardonada amb el Premi europeu de cine Felix com a "pel·lícula europea de l'any". Daniel Brühl fou també premiat pels Felix com a actor europeu de l'any, així com Bernd Lichtenberg, que esdevingué el guionista europeu de l'any. Finalment, Good Bye, Lenin! va rebre els tres premis del públic: millor director per a Wolfgang Becker, millor actor per a Daniel Brühl i millor actriu per a Katrin Sass 
Pel que fa al premi francès de pel·lícules César, Good Bye, Lenin! va rebre el premi millor pel·lícula europea 2004. Se li va atorgar el premi espanyol Goya en la categoria millor pel·lícula europea el 2004. Pel que fa al Golden Globe 2004, la pel·lícula va ser guardonada com a millor pel·lícula en llengua estrangera. A més, va representar el cinema alemany Òscars 2004, però no va ser nominada.
Altes premis són, entre d'altres, el Bambi a la millor pel·lícula nacional i el premi del públic Bayerischer Filmpreis 2003.